# Percy Jones (Boxer)
Percy Jones (* 26. Dezember 1892 in Porth, Wales; † 25. Dezember 1922) war ein britischer Boxer im Fliegengewicht.

## Profikarriere
Im Jahre 1911 begann der am Boxing Day in eine Köhlerfamilie geborene Jones seine Profikarriere. Am 26. Januar 1914 boxte er gegen Bill Ladbury um die universelle Weltmeisterschaft und gewann durch einstimmige Punktrichterentscheidung. Damit war Jones der erste Waliser, dem das gelang. Er verlor den Titel allerdings bereits bei der ersten Titelverteidigung im Mai desselben Jahres an Eugene Criqui nach Punkten. 
Im Jahre 1916 beendete er nach 52 Kämpfen bei 46 Siegen seine Karriere. Jones wurde Mitglied der Royal Welch Fusiliers, erreichte den Rang des Sergeants und erlitt während des Ersten Weltkrieges eine schwere Beinverwundung. Zahlreiche letztlich erfolglose (das Bein musste amputiert werden) Operationen waren die Folge; dazu kamen Giftgaserscheinungen. 1922 starb er am Schützengrabenfieber.